# Salenthal
Salenthal je občina v departmaju Bas-Rhin francoske regije Alzacija.
Leta 1990 je v občini živelo 140 oseb oz. 104 oseb/km².